# Protasis
Protasis (řec. námět, tvrzení) a apodosis (řec. vysvětlení, dodatek) mohou znamenat:
- V lingvistice jsou protasis čili předvětí a apodosis čili závětí dvě části větné periody, podmíněné věty ve tvaru: „Pokud protasis, potom apodosis“. Například:
  - „Nebude-li pršet (protasis), nezmoknem (apodosis).“
- V logice odpovídá protasi antecedent a apodosi konsekvent (důsledek).